# 八田恭昌
八田 恭昌（やつだ やすまさ、1926年11月12日 - 1992年11月18日）は、ドイツ政治史学者。

## 経歴
1926年、兵庫県神戸市生まれ。静岡県立沼津中学校(現静岡県立沼津東高等学校）卒、1951年同志社大学文学部社会学科卒業、1953年同大学院社会福祉学専攻修了、同文学部社会学科助手、1962年講師、1965年助教授、1968年教授、1973年新聞学専攻教授。

## 著書
- 『西洋の没落 文明と夜の思想家 シュペングラーの生涯』桃源社・桃源選書 1966
- 『ヴァイマルの反逆者たち』世界思想社・セミナーブックス 1981
- 『ヒトラーを生んだ国』新潮社・新潮選書 1986

## 翻訳
- オズワルド・シュペングラー『運命・歴史・政治』理想社 1960、新装版1967
- ウルリヒ・リンゼ『ワイマル共和国の予言者たち―ヒトラーへの伏流』ミネルヴァ書房 1989。奥田隆男・望田幸男と共訳

## 注
1. ↑  故八田恭昌教授略歴